# Peter Arnesson

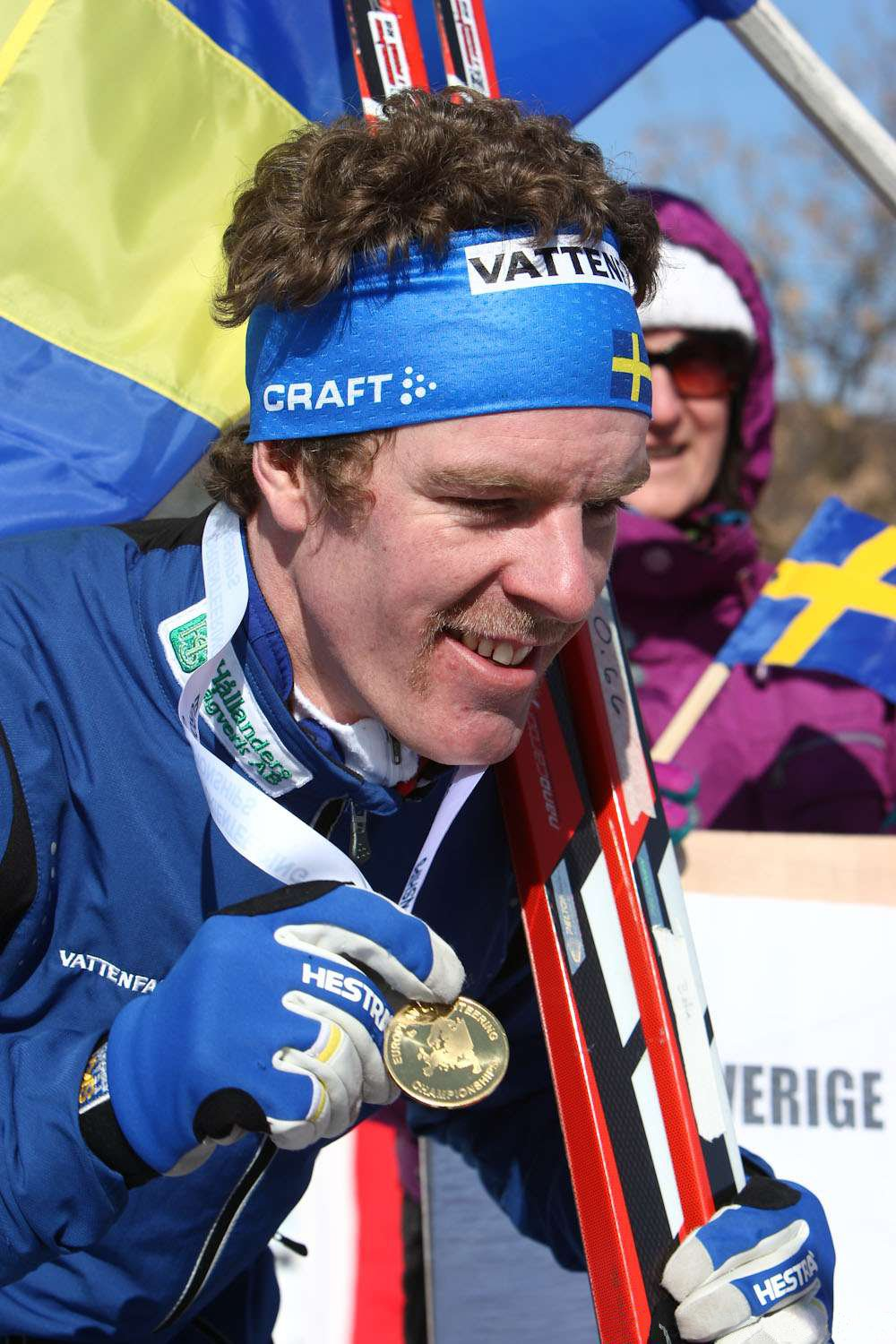
Peter Arnesson, Europameisterschaften 2010

Peter Arnesson (* 23. Juni 1980 in Borlänge) ist ein schwedischer Ski-Orientierungsläufer.

## Platzierungen
Bei Weltmeisterschaften:
| Weltmeisterschaften | Sprint | Mittel | Lang | Staffel | Mixed |
| ------------------- | ------ | ------ | ---- | ------- | ----- |
| 2002 Borowez        |        | 11.    | 17.  | 3.      |       |
| 2004 Åsarna         | 3.     | 5.     |      | 4.      |       |
| 2005 Levi           |        | 5.     | 22.  | 3.      |       |
| 2007 Moskau         | 8.     | 12.    | 8.   | 2.      |       |
| 2009 Rusutsu        | 9.     | 5.     | 6.   | 3.      |       |
| 2011 Tänndalen      | 3.     | 3.     | 5.   | 2.      | 2.    |
| 2013 Ridder         | 1.     | 1.     | 1.   | 2.      | 1.    |

Bei Europameisterschaften:
| Europameisterschaften | Sprint | Mittel | Lang | Staffel | Mixed |
| --------------------- | ------ | ------ | ---- | ------- | ----- |
| 2003 Kastelruth       |        |        |      | 3.      |       |
| 2006 Iwanowo          | 12.    | 7.     | 4.   | 1.      |       |
| 2008 S-chanf          | 3.     | 6.     | 2.   | 1.      |       |
| 2010 Miercurea Ciuc   | 8.     | 1.     | 9.   | 1.      |       |
| 2011 Lillehammer      | 1.     | 9.     | 9.   | 3.      |       |
| 2012 Sumy             | 16.    | 4.     |      |         | 2.    |
| 2013 Madona           | 2.     | 4.     | 1.   | dnf     | 2.    |